# Смит, Зои
Зои Смит (англ. Zoe Smith; род. 26 апреля 1994 года) — британская тяжелоатлетка, призёр чемпионатов Европы. Серебряный призёр юношеского чемпионата мира 2011 года. Участница летних Олимпийских игр 2012 года и 2020 года.

## Карьера
В 2011 году стала вице-чемпионкой мира среди юношей. Выступала в весовой категории до 63 кг, взяв вес в сумме двоеборья 201 кг. 
Приняла участие в соревнованиях по тяжёлой атлетике на летних Олимпийских играх 2012 года. Выступала в категории до 58 кг. Заняла итоговое 10-е место с весом на штанге по сумме двух упражнений 211 кг.
В 2014 году на чемпионате Европы в Тель-Авиве в весовой категории до 58 кг завоевала первую свою бронзовую медаль, установив итоговый результат в сумме двух упражнений 204 кг.
На чемпионате мира 2015 года была 9-й. 
В 2016 году на чемпионате Европы в Норвегии заняла итоговое четвёртое место, установив результат в сумме двух упражнений 215 кг.
На чемпионате мира в 2018 году в Ашхабаде в весовой категории до 64 кг она заняла итоговое 17-е место, вес штанги по сумме двух упражнений был равен 215 кг.
На чемпионате Европы 2019 года в Батуми британская спортсменка по сумме двух упражнений стала во второй раз бронзовой медалисткой, сумев зафиксировать результат 224 кг. В упражнении толчок она завоевала малую серебряную медаль (128 кг).
В Ереване, на чемпионате Европы 2023 года в категории до 64 кг завоевала бронзовую медаль с результатом 214 кг по сумме двух упражнений. В упражнении толчок ей досталась малая золотая медаль.

## Достижения
Чемпионат Европы
| Результат | Вес       | Год  | Место соревнований | Рывок | Толчок | Общий вес |
| Бронза    | до 58 кг. | 2014 | Тель-Авив, Израиль | 90,0  | 114,0  | 204,0     |
| Бронза    | до 64 кг. | 2019 | Батуми, Грузия     | 96,0  | 128,0  | 228,0     |
| Бронза    | до 64 кг. | 2023 | Ереван, Армения    | 93,0  | 121,0  | 214,0     |